# Исаков, Умид
Умид Исаков (узб. Umid Isoqov; 22 декабря 1978 года, Узбекская ССР, СССР) — узбекистанский футболист выступавший на позиции нападающего. Является одним из лучших бомбардиров ферганского «Нефтчи». Лучший бомбардир чемпионата Узбекистана в 1999 и 2001 году.

## Карьера
Начал профессиональную карьеру в 1995 году в составе кокандского «Темирйулчи». В 1997 году перешёл в ферганский «Нефтчи» и выступал за «нефтяников» вплоть до конца 2004 года. За это время сыграл в составе «Нефтчи» в 210 матчах и забил 139 голов. Сезон 2005 года провёл в ташкентском «Пахтакоре» и самаркандском «Динамо». В сезоне 2006 и 2007 годов выступал за «Андижан» и каршинский «Насаф» соответственно. Последние годы своей карьеры провёл в составе зарафшанского «Кызылкума» и ургенчского «Хорезма». В 2010 году вернулся в «Нефтчи» и по окончании сезона того года завершил профессиональную карьеру. За национальную сборную Узбекистана выступал в 2000—2001 годах. Всего сыграл в 8 матчах и забил 3 гола.